# Åltjärnen (Stigsjö socken, Ångermanland)
Åltjärnen är en sjö i Härnösands kommun i Ångermanland och ingår i Gådeåns huvudavrinningsområde.